# Randwijk
Randwijk – wieś w gminie Overbetuwe w Geldrii w Holandii. W 2020 roku zamieszkana przez 1463 osoby.